# Ozyrys
| Q1 · D4 | A40 |

| Q1 · D4 | A40 |

Ozyrys (/oʊˈsaɪrɪs/, z egipskiego wsjr) – w mitologii egipskiej bóg śmierci i odrodzonego życia, Wielki Sędzia zmarłych. Syn bogini Nut i boga Geba, brat Seta, Izydy i Neftydy. Poślubił Izydę, był władcą ziemi, podziemi i krainy umarłych (Pola Jaru). Miał dwóch synów: Anubisa z Neftydą i Horusa z Izydą. Główny ośrodek kultu: Abydos i Busiris.

## Historia - Rodowód
Imię „Ozyrys” to grecka wersja egipskiego imienia Asir (lub Wsir, Asar), które może oznaczać „Potężny”, „ten, który dostrzega tron” lub „ten, który zasiada na swoim tronie”. Z czasem Ozyrys zyskał również przydomek Un-nefer, który tłumaczy się jako „ten, który ujawnia, pojawia się lub ukazuje dobro i piękno”. Od V dynastii (około 2513-2374 p.n.e.) Ozyrys stał się członkiem Enneady (znanej także jako Wielka Enneada lub Enneada Heliopolis), grupy dziewięciu bóstw czczonych głównie w Heliopolis, choć ich wpływ rozprzestrzenił się również na inne części Egiptu. To wtedy Ozyrys zaczął być uważany za pierwsze dziecko Geba i Nut. Geb i Nut byli dziećmi Szu i Tefnut, którzy byli potomkami pierwszego boga, Atuma. Ozyrys miał trójkę rodzeństwa: Seta, Neftydę i Izydę, z których każde odegrało ważną rolę w micie o Ozyrysie.

## Historia mitu Ozyrysa
Przed wiekami nauczył ludzi uprawy roli. Według mitu został zabity lub utopiony przez swojego brata Seta, który później miał rozszarpać jego ciało na 14 części oraz rozrzucić je po całym Egipcie. Jednak Izyda znalazła i poskładała w mumię wszystkie części ciała Ozyrysa z wyjątkiem prącia. Organ ten bowiem zaginął na dnie Nilu, gdzie wrzucił je brat morderca (ten epizod gwarantował i tłumaczył żyzne wylewy rzeki). Po ponownym ożywieniu Ozyrysa spłodził on z Izydą boga Horusa, jednak bez prącia nie mógł żyć na Ziemi, a jedynie w zaświatach.
Plutarch przytacza jedną z wersji mitu o Ozyrysie, według której jego brat Set, spiskując z królową Etiopii oraz 72 wspólnikami, zaplanował zamach na Ozyrysa. Podstępnie nakłonił go do wejścia do ozdobnej skrzyni, którą następnie zamknął, zapieczętował ołowiem i wrzucił do Nilu. Jego żona, Izyda, rozpoczęła poszukiwania ciała męża i ostatecznie odnalazła je w pniu tamaryszku, stanowiącym podporę dachu pałacu w Byblos na fenickim wybrzeżu. Po wielu trudach udało jej się wydobyć trumnę i odzyskać ciało Ozyrysa.
W jednej z wersji mitu Izyda, po odnalezieniu i złożeniu ciała Ozyrysa, użyła magii, aby na krótko go ożywić, co pozwoliło jej na poczęcie syna, Horusa. Po zabalsamowaniu i pochowaniu męża, Izyda urodziła Horusa, a Ozyrys stał się bogiem świata podziemnego. Jego śmierć i zmartwychwstanie były symbolicznie powiązane z cyklem wylewów Nilu oraz corocznym wzrostem i obumieraniem upraw w dolinie tej rzeki.

## Rola Ozyrysa
Ozyrys jest władcą egipskiego świata podziemnego, opiekunem zmarłych i bóstwem powiązanym z konstelacją Oriona. Za życia faraon utożsamiany jest z Horusem, jednak po śmierci przyjmuje postać Ozyrysa, zwaną „Ozyridą”.

## Sposób przedstawiania
Przedstawiany był w postaci człowieka w koronie atef na głowie z insygniami władzy królewskiej w dłoniach – berłem heka, symbolizującym władzę, oraz biczem neheh, symbolizującym wieczność, spowity w bandaże na kształt mumii z twarzą malowaną zielonym kolorem. Symbolem Ozyrysa był filar Dżed. Jego personifikacją było lunarne bóstwo Dżaha.
Na starożytnych malowidłach Ozyrys często ukazywany jest w odcieniach zieleni lub czerni. Zielony symbolizował odrodzenie, natomiast czeń była kolorem płodności, nawiązującym do żyznej gleby, która co roku użyźniała równiny podczas wylewów Nilu, zapewniając Egiptowi dobrobyt. W niektórych rzadkich przedstawieniach Ozyrys nosi koronę z motywem księżyca, co skłoniło niektórych badaczy do spekulacji, że mógł być związany z księżycem.

## Świątynia, Kult i Rytuały

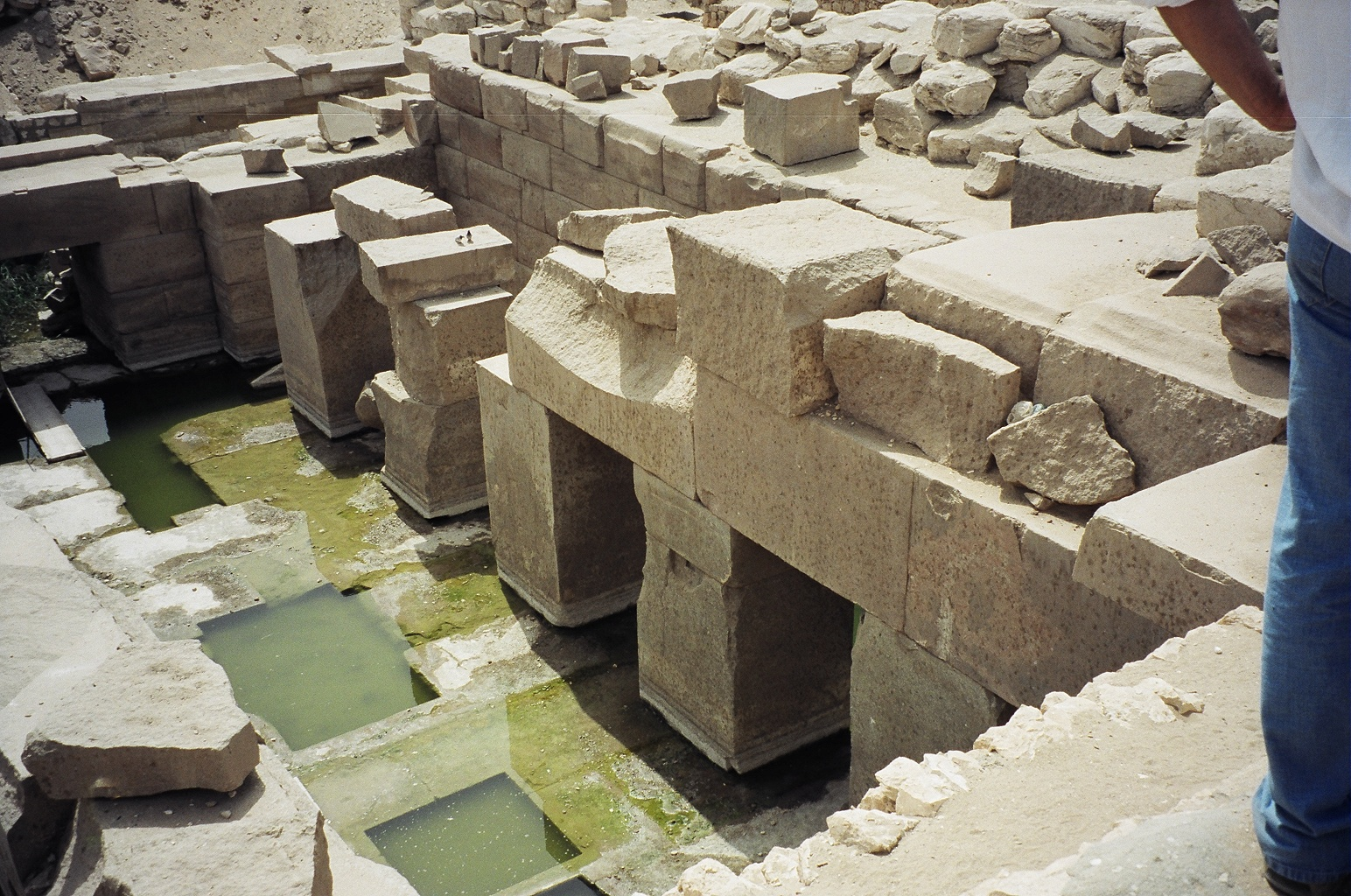
Świątynia Osireion w Abydos.

Osireion (znany także jako Osirion lub Osiron) to niewielki kompleks świątynny w Abydos, poświęcony starożytnemu bogu Ozyrysowi. Został wzniesiony w okresie Nowego Państwa i znajduje się na południowy zachód, tuż za świątynią grobową faraona Setiego I. 
W przeciwieństwie do dekoracyjnych świątyń i piramid, które charakteryzują większość starożytnej architektury egipskiej, Osireion wyróżnia się prostym i monolitycznym stylem. Struktura ta jest głównie podziemna, wykuta w skale i częściowo przykryta piaskami upływającego czasu. W jej centrum znajduje się sala otoczona kanałem, który niektórzy uważają za dawny zbiornik wodny, symbolizujący pierwotne wody stworzenia w mitologii egipskiej. Sala jest otoczona dwoma rzędami potężnych filarów, z których każdy wykonany jest z jednego bloku czerwonego granitu, sprowadzanego z odległych kamieniołomów. Te filary podtrzymują wielkie bloki nadproży, nadając konstrukcji monumentalny charakter.
W różnych częściach Egiptu odprawiano ceremonie ku czci Ozyrysa, a dowody na ich istnienie zostały odkryte podczas podwodnych wykopalisk prowadzonych przez Francka Goddio i jego zespół w zatopionym mieście Thonis-Heracleion.
Święto Ozyrysa przypadało m.in. na okres wylewów Nilu. Podczas obchodów jubileuszu panowania, ustawiano kolumnę Dżed, symbolizującą Ozyrysa. W grobowcach składano figury Ozyrysa w formie zboża, symbolizujące odrodzenie. Obchodzono również misteria, podczas których odgrywano dramat religijny przedstawiający śmierć i zmartwychwstanie boga. Różne miasta uważały się za miejsca, w których przechowywane były szczątki Ozyrysa, zamordowanego przez Setha, jednak to w Abydos znajdowała się jego głowa. To właśnie Abydos, wraz z Busiris, stanowiły najważniejsze ośrodki kultu Ozyrysa.

## Znaczenie
Za inkarnacje Ozyrysa uważani byli faraonowie. Za panowania Ptolemeusza I (IV-III w. p.n.e.) z połączenia duchownych pierwiastków greckich i egipskich rozwinął się kult Serapisa trwający jeszcze w okresie rzymskim.
Wierzono, że ziemia leży na ciele Ozyrysa. Ponadto według starożytnych Egipcjan wypływał z niego Nil.

## Ozyrys w kulturze
W czasach nowożytnych do największych dzieł wspominających Izydę i Ozyrysa należy singspiel Wolfganga Amadeusa Mozarta Czarodziejski flet (KV 620).